# Vavřenova lípa
Žižkova lípa, nesprávně označovaná též jako „Vavřenova lípa“, je památný strom – lípa velkolistá (Tilia platyphyllos) rostoucí v obci Velké Petrovice (okres Náchod) v zahradě u stavení čp. 14. Vyhlášena byla v roce 1981 pro svůj vzrůst a věk.
- číslo seznamu: 605004.1/1
- obvod kmene 700 cm
- výška: 27 m

Dle staré pověsti, si u této památné lípy uvazoval koně a odpočíval Jan Žižka z Trocnova po nájezdech na hrádek Vlčinec, který prý kdysi sloužil k ochraně obchodních stezek a nejbližších vsí. Rodina Vavřenů, se do statku se zahradou, kde roste tato památná lípa, nastěhovala teprve ve dvacátém století. V minulosti tento statek vlastnil sedlák Drejsl.